# Michel Drieux
Michel Drieux, connu également sous son nom latinisé de Michael Driutius, (né à Volckerinckhove en 1495 - mort à Louvain le 16 septembre 1559) est un homme d'église flamand, chanoine et doyen de la Collégiale Saint Pierre de Louvain puis official de la cour spirituelle de l'évêque de Liège. Il est le fondateur du Collège Driutus à l'Université de Louvain

## Famille
Il est le fils de Adrien Drieux et de Marie Swartens. La famille Drieux est une famille aisée de la châtellenie de Cassel. Son bisaïeul est Jacques Drieux, « chevalier de Jérusalem », qui gît avec son épouse au chœur de l'église de Renescure. Son neveu est Remi Drieux, évêque de Léwaerde puis évêque de Bruges.